# Лікарні Фанцан
Лікарня Фанцан (спрощ.: 方舱医院; ютпхін: fāngcāng yīyuàn; букв. «Лікарня з квадратною кабіною») — різновид імпровізованих польових лікарень, які використовувались під час спалахум коронавірусної хвороби в Китаї.

## Історія та використання
Такі лікарні були призначені для широкомасштабної медичної ізоляції, та споруджуться або шляхом встановлення швидкозбудованих модульних чи пересувних будівель, або шляхом відокремлення внутрішнього простору в межах існуючих закладів, чи навіть тимчасово відремонтованих спортивних залів і гуртожитків коледжів та університетів із закритими кабінами для дотриманняя соціального дистанціювання.
Китайська література згадувала концепцію лікарні Фанцан ще в 1989 році. Китай побудував лікарні Фанцанг під час землетрусу в Сичуані 2008 року та землетрусу в Юйшу 2010 року.

### Пандемія COVID-19
В Ухані, на початку спалаху COVID-19 у січні 2020 року, загальні медичні заклади та нещодавно розширена спеціалізована лікарня для лікування пневмоній були переповнені у зв'язку з раптовим сплеском потреби в лікарняних ліжках внаслідок великої кількості підозрюваних випадків COVID-19. Багатьом хворим із хронічними захворюваннями також відмовили, що призвело до смертей, яких в іншому випадку можна було б запобігти. Владу критикували як експерти, так і прості громадяни. Тим часом велика кількість випадків незначної тяжкості, практично майже всі особи з імовірним або помірним перебігом хвороби, все ще потребувала принаймні двотижневої ізоляції (через інкубаційний період SARS-CoV-2).
Чиновники вирішили відмовитися від домашньої ізоляції у випадках легкого та середнього ступеня тяжкості, оскільки домашня ізоляція не завжди дотримується належним чином, і було важко організувати медичну допомогу та моніторинг для тих, хто перебуває в ізоляції. Крім того, домашня ізоляція може психологічно обтяжувати хворих, оскільки вони знають, що наражають членів своєї родини на небезпеку інфікування. З іншого боку, ізоляція в лікарні затримає медичні ресурси та збільшить ризик нозокоміального зараження. За таких обставин був прийнятий принцип централізованого низького рівня надання допомоги некритичним пацієнтам. Уряд Китайської Народної Республіки заснував в Ухані 16 лікарень Фанцан, у яких було загалом понад 20 тисяч ліжок.
Станом на 10 березня 2020 року всі пацієнти, які були госпіталізовані в квадратну лікарню Фанцан на стадіоні «Ухань Ушань Хуншань», були виписані. Таким чином, усі 16 лікарень Фанцан в Ухані завершили свою роботу, а їх кабіни були закриті.

## Етимологія
Фанцан (спрощ.: 方舱; кит. трад.: 方艙; піньїнь: fāngcāng), що буквально означає «квадратна каюта» — це китайський термін, що відноситься до переносної модульної будівельної конструкції, сформованої з використанням комбінації різних твердих матеріалів, особливо контейнерних будинків. Концепція «лікарні Фанцан» була запозичена з військових польових госпіталів, які спочатку були введені військовими США, які створювали імпровізовані споруди з 1950-х років.
Поза контекстом спалаху імпровізовані конструкції або конструкції Фанцан можуть стосуватися багатьох видів модульних структур.

## Розміщення в Ухані

16 лікарень Фанцан в Ухані

Під час епідемії COVID-19 в Ухані працювали такі лікарні Фанцан:
- Міжнародний виставковий та конференц-центр Уханя, район Цзянхань
- Стадіон «Хуншань», район Учан
- Центр для гостей Уханя, район Дунсіху
- Національний фітнес-центр Уханя, район Цзянань
- Індустріальний парк Хунцяо, район Цзінань
- Стадіон «Ухань», район Цяокоу
- Міжнародний виставковий центр Уханя, район Ханьян
- Стадіон спортивного центру Уханя, зона розвитку Уханя
- Старша професійна середня школа Shipailing, район Хуншань
- Конференц-центр і виставковий центр Optics Valley, зона розвитку Дунху
- Колишній завод" Wuhan Meilian Group Industrial Park Rihai", район Хуншань
- Відкритий спортивний центр на горі Дахуа, район Цзянся
- Стадіон «Хуанпі», район Хуанпі
- Спортивний центр WISCO, район Ціншань
- «Yangtze River Media Zhiyin Practice Training Base», район Цайдянь

## За межами материкового Китаю
Перша аналогічна тимчасова лікарня, побудована під час спалаху в Росії, була побудована в Голохвастово в передмісті Москви в березні 2020 року. Подібні тимчасові лікарні були також побудовані в інших країнах, включаючи Іран, Іспанію, Велику Британію та США.
У Сінгапурі ізолятори, які були перепрофільовані на існуючих великих об'єктах, зокрема «Singapore Expo», частково змодельовані за проектом лікарні Фанцан.